# 易家揚
易家扬，台灣作詞家，曾入圍金曲獎最佳作詞人獎。現為華納音樂版權詞曲專屬作者。

## 生平
易家揚從學生時期開始創作。早期加入滾石唱片時以企劃出身，第一件案子為趙傳演唱的《我是一隻小小鳥》。起初以撰寫文案獲得公司關注，而後擔任唱片公司的A&R、BMG博德曼唱片公司台灣市場部總監等職位。於此同時，易家揚開始了作詞家的生涯。早期寫歌時一個月寫一首，後來一個月寫十幾首。

易家揚於2001年為電影《臥虎藏龍》创作主題曲《月光愛人》，由李玟演唱。同年，《月光愛人》也獲奧斯卡金像獎提名最佳電影歌曲獎。

## 獎項

### 金曲獎
| 年份 | 屆次         | 獎項         | 入圍作品   | 專輯                 | 結果 |
| ---- | ------------ | ------------ | ---------- | -------------------- | ---- |
| 1999 | 第10屆金曲獎 | 最佳作詞人獎 | 〈地下鐵〉 | 鍾漢良《鍾情二次方》 | 提名 |